# Woodstock (film)

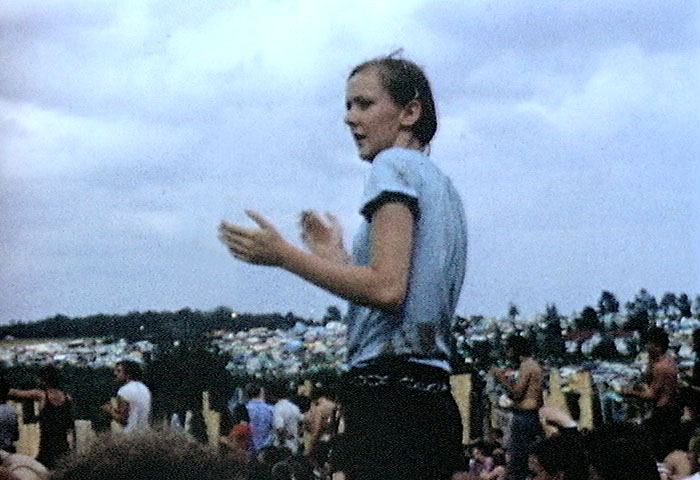
Fotó a Woodstocki fesztiválról

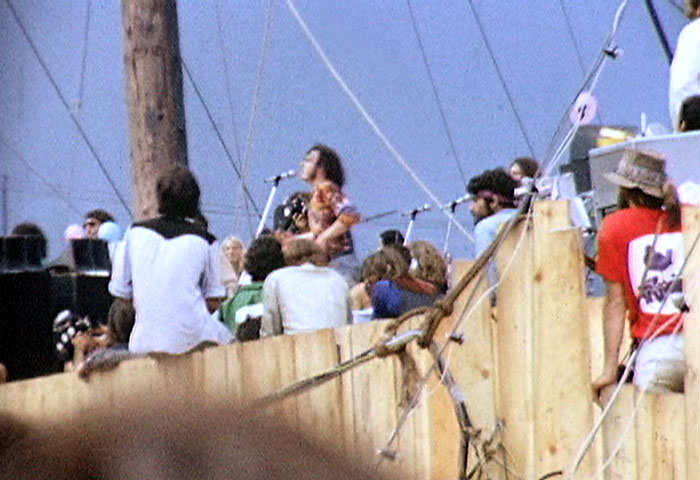
Fotó 1969-ből

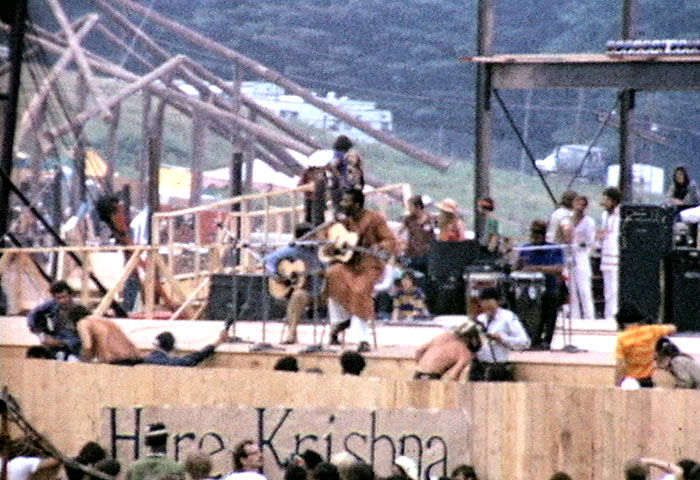
Woodstocki fesztivál

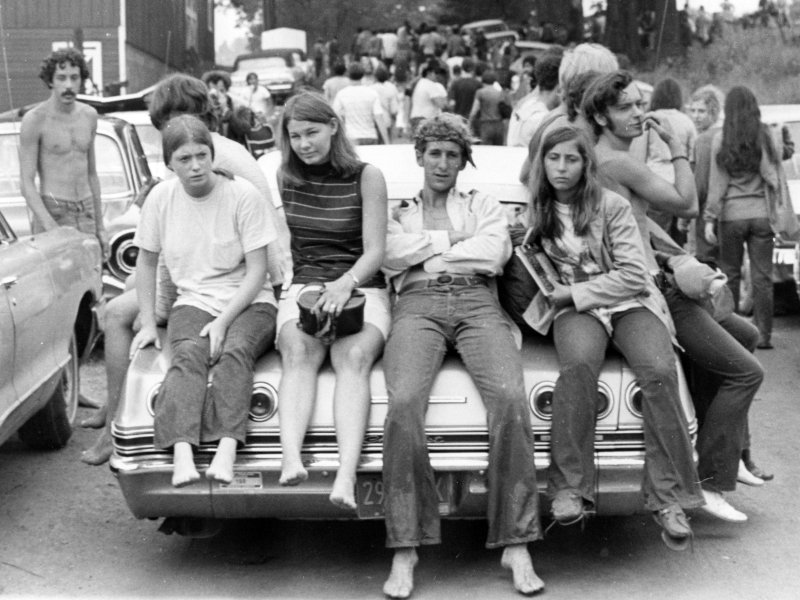
A fesztiválózóknak divatosabb a hajuk

A Woodstock 1970-es amerikai dokumentumfilm a Woodstocki fesztiválról, amit 1969 augusztusában rendeztek meg a New York-i Bethelben. Az amerikai Entertainment Weekly magazin szerint a film a koncertfilmeket fémjelzi, és egyike a legszórakoztatóbb dokumentumoknak, amiket valaha is készítettek.
A filmet Michael Wadleigh rendezte és szerzette többek között Martin Scorsese és Thelma Schoonmaker, aki jelölve volt a legjobb vágás díj címre.
A Woodstock masszív kereskedelmi siker volt pozitív kritikákkal. Szintén jelölték a legjobb hangkeverés címre (Dan Wallin, L. A. Johnson).
Egy hivatalos rendezői verziót 1994-ben kiadtak, ami 225 perces. Bár a nyitó és záró események ugyanazok a filmben és a megrendezett fesztiválon, Richie Havens nyitja a show-t és Jimi Hendrix zárja.
A Jimi Hendrix a Woodstock fesztiválon szintén megjelent DVD és Blu-ray kiadásban. 1996-ban a Woodstock filmet kijelölte archiválásra az amerikai Kongresszusi Könyvtár.
A Woodstock nemzetközi elismerésben részesült az újságokban és magazinokban 1970-ben. Szintén hatalmas kasszasiker volt. 1970. május 20-i számában a Variety amerikai magazinban jól teljesített a harmadik héten Chicagóban és San Franciscóban. A szűk büdzsé 600 000 amerikai dollár volt. Az 1970-ben a hatodik legnagyobb bevételt könyvelték el a filmmel. A film végén szerepel egy lista azokról a híres emberekről, akik meghaltak a „Woodstock generáció”-jából, mint John F. Kennedy, Malcolm X, Che Guevara, Martin Luther King Jr., Cass Elliot, Jim Morrison, John Lennon, Max Yasgur, Roy Orbison, Abbie Hoffman, Paul Butterfield, Keith Moon, Bob Hite, Richard Manuel, Janis Joplin és Jimi Hendrix. 

## Dalok listája
| Évszám | Csoport / Énekes               | Cím                                                |
| 1.     | Crosby, Stills & Nash          | Long Time Gone                                     |
| 2.     | Canned Heat                    | Going Up the Country                               |
| 3.     | Crosby, Stills & Nash          | Wooden Ships                                       |
| 4.     | Richie Havens                  | Handsome Johnny                                    |
| 5.     | Richie Havens                  | Freedom / Sometimes I Feel Like a Motherless Child |
| 6.     | Canned Heat                    | A Change Is Gonna Come                             |
| 7.     | Joan Baez                      | Joe Hill                                           |
| 8.     | Joan Baez                      | Swing Low Sweet Chariot                            |
| 9.     | The Who                        | We're Not Gonna Take It / See Me, Feel Me          |
| 10.    | The Who                        | Summertime Blues                                   |
| 11.    | Sha-Na-Na                      | At the Hop                                         |
| 12.    | Joe Cocker and the Grease Band | With a Little Help from My Friends                 |
| 13.    | Audience                       | Crowd Rain Chant                                   |
| 14.    | Country Joe and the Fish       | Rock and Soul Music                                |
| 15.    | Arlo Guthrie                   | Coming Into Los Angeles                            |
| 16.    | Crosby, Stills & Nash          | Suite: Judy Blue Eyes                              |
| 17.    | Ten Years After                | I'm Going Home                                     |
| 18.    | Jefferson Airplane             | Saturday Afternoon / Won't You Try                 |
| 19.    | Jefferson Airplane             | Uncle Sam's Blues                                  |
| 20.    | John Sebastian                 | Younger Generation                                 |
| 21.    | Country Joe McDonald           | FISH Cheer / Feel-Like-I'm-Fixing-to-Die-Rag       |
| 22.    | Santana                        | Soul Sacrifice                                     |
| 23.    | Sly and the Family Stone       | Dance to the Music / I Want to Take You Higher     |
| 24.    | Janis Joplin                   | Work Me, Lord                                      |
| 25.    | Jimi Hendrix                   | Voodoo Child (Slight Return)                       |
| 26.    | Jimi Hendrix                   | The Star-Spangled Banner                           |
| 27.    | Jimi Hendrix                   | Purple Haze                                        |
| 28.    | Jimi Hendrix                   | Woodstock Improvisation                            |
| 29.    | Jimi Hendrix                   | Villanova Junction                                 |
| 30.    | Crosby, Stills, Nash & Young   | Woodstock / Find the Cost of Freedom               |